# Odeurzwam
De Odeurzwam (Squamanita odorata) is een schimmel behorend tot de orde Agaricales. Het levert op pleistocene zand- en leemgronden, vermoedelijk altijd na plaatselijke bodemverrijking, meestal aan de rand van wegen en paden. Hij komt ook voor in tuinen of bosrijke omgeving. Deze schimmel parasiteert op de tweekleurige vaalhoed.

## Verspreiding
In Nederland komt de odeurzwam zeldzaam voor. Hij staat op de rode lijst in de categorie 'Bedreigd'.